# Ole Espersen
Ole Espersen, né le 20 décembre 1934 à Nylars (Danemark) et mort le 4 décembre 2020, est un homme politique danois, membre des Sociaux-démocrates, ancien ministre et ancien député au Parlement (le Folketing).

## Biographie
Ole Espersen est diplômé en droit à l'université de Copenhague en 1959.